# Thekla Batkova

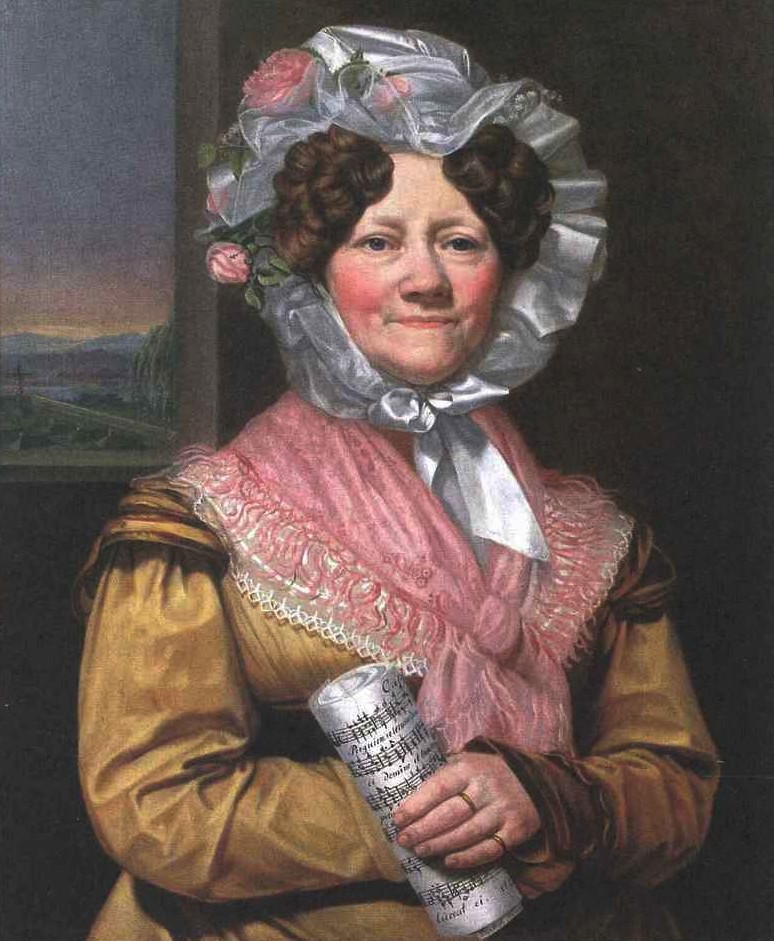
Thekla Batkova, um 1840

Thekla Batkova (geborene Podleska, * 3. Dezember 1764 in Beroun in Böhmen; † 28. August 1852 in Prag) war eine tschechische Opernsängerin und Gesangslehrerin.

## Leben
Thekla Podleska war die jüngste Tochter des Mühlenbesitzers Václav Antonín Podleský (1718–1802) und seiner zweiten Ehefrau Johanna Alžběta Pšanská. Thekla hatte zwei Brüder und sieben Schwestern sowie aus der ersten Ehe ihres Vaters zehn Stiefgeschwister, von denen die meisten im Kindesalter starben. Der Vater war sehr musikliebend und ließ die Kinder musikalisch ausbilden. Sechs der Töchter durchliefen eine Sängerinnen- bzw. Musiklehrerinnenkarriere.
Im Jahr 1776 ging Thekla Podleska mit ihrer Mutter und ihrer älteren Schwester Marie nach Leipzig. Im Hause des Komponisten und Kapellmeisters Johann Adam Hiller (1728–1804) fanden sie Unterkunft. Hiller unterrichtete die begabten Töchter in seiner 1771 gegründeten Singschule. Schon 1778 trat Thekla erstmals mit großem Erfolg in einem Konzert in Leipzig auf. 1881 sang sie unter Hillers Leitung im Eröffnungskonzert des Gewandhaussaales die Arie „So, che un dolor tiranno“ von Antonio Sacchini (1730–1786) und wurde wie ihre Schwester von Hiller für weitere Konzerte fest engagiert. Die Opernbühne erschloss sich Thekla in Auftritten im Ensemble von Pasquale Bondini (1737–1789) in Leipzig und Dresden.
1782 verlobte sich Thekla Podleska mit dem Maler und Zeichner Johann Christian Reinhart (1761–1847), der aber schon 1883 nach Dresden und später nach Italien ging. 1786 fand das letzte Treffen und 1788 der letzte Briefwechsel statt.
1783 nahmen Thekla und Marie auf Vermittlung und in Begleitung von Hiller das Angebot des Herzogs von Kurland Peter von Biron (1724–1800) an, Kammersängerinnen an seinem Theater in Mitau (heute Jelgava in Lettland) zu werden. Die Gründung des Hoforchesters ging auf Hiller zurück. Marie heiratete 1784 und gab ihre musikalische Karriere auf.

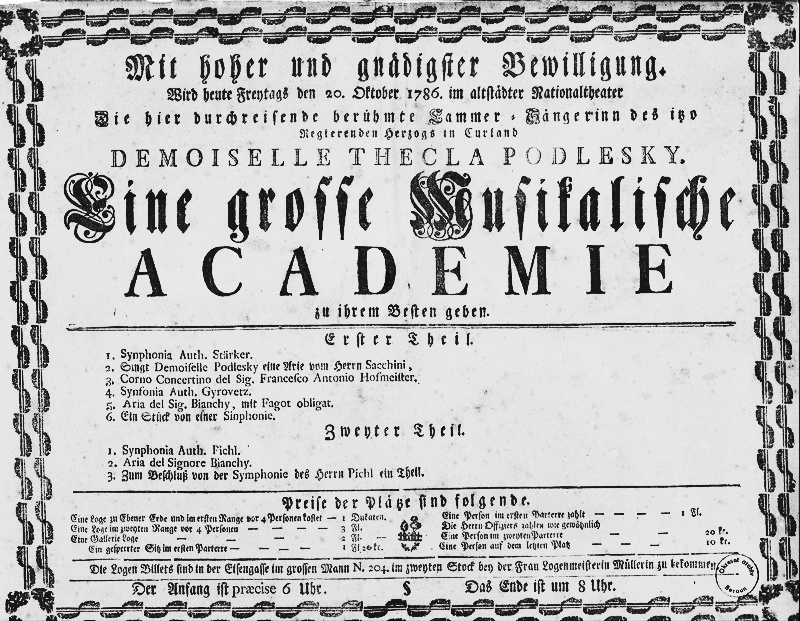
Plakat zum Prager Konzert

1786 veranstaltete Thekla Podleska auf der Durchreise in Prag ein Galakonzert, wo sie Kaiser Joseph II. (1741–1790) hörte und sie daraufhin nach Wien einlud. 1787/1788 gastierte sie zehn Monate am Wiener Hoftheater, wo auch Mozart ihre Kunst bewunderte.
Nach Mitau zurückgekehrt heiratete sie 1788 den Flötisten und Oboisten am Mitauer Theater Vít Antonín Křtitel Batka (1754–1839) und hieß nun Thekla Batkova.
1795 trat von Biron sein kurländisches Herzogtum gegen eine hohe Abfindung an den russischen Staat ab. Deshalb hielt sich Thekla Batkova bis 1789 hauptsächlich in Sagan, Náchod und anderen Teilen von Birons ausgedehntem Besitz auf. Als Peter von Biron 1800 starb, hinterließ er seiner Kammersängerin Batkova eine großzügige Rente. Sie zog mit ihrem Mann nach Prag und widmete sich fortan vor allem der Musik- und Gesangspädagogik, gab aber auch gelegentlich Konzerte.
Zu von Birons Witwe Dorothea von Kurland (1761–1821) hielt sie noch engen Kontakt. Sie unternahm Reisen mit ihr und wohnte bei ihr in ihren Schlössern in Sagan und Löbichau bei Altenburg.

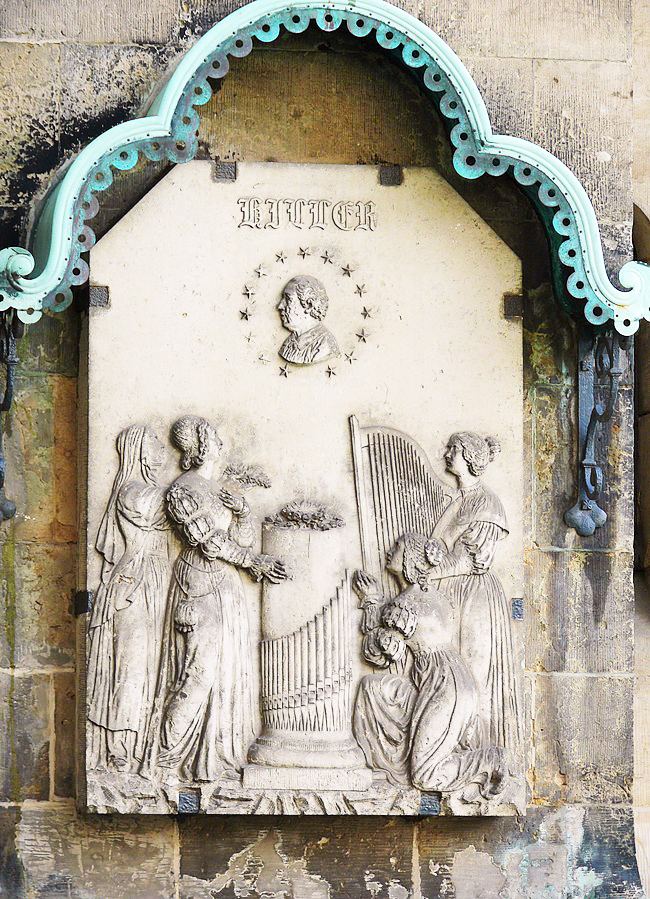
Hiller-Relief (2014)

1830 beauftragte Batkova den Leipziger Maler Veit Hanns Schnorr von Carolsfeld (1764–1941) mit dem Entwurf eines Denkmals für ihren Gesangslehrer und Förderer Johann Adam Hiller in der Anlage vor der Thomaskirche, für dessen Anfertigung sie 600 Taler spendete. Zur Einweihung dieses ersten Denkmals für einen Musiker in einer öffentlichen Anlage in Deutschland am 19. Juni 1832 war die Stifterin anwesend und sang der Thomanerchor eine Motette von Hiller. Von dem Denkmal ist nur noch eine Reliefplatte erhalten, die an der Nordwestecke der Thomaskirche angebracht ist und das Porträt Hillers und vier Podleska-Schwestern zeigt, kniend die Spenderin.
Gegen Ende ihres Lebens wohnte Thekla Batkova bei ihrer ehemaligen Schülerin, der Opernsängerin Kateřina Podhorská (1807–1889) im Schloss Veltrusy. Sie starb mit 87 Jahren und wurde auf dem Prager Olšany-Friedhof beerdigt.